# Ibon Muñoa
Ibon Muñoa Arizmendiarrieta (Éibar, Provincia de Guipúzcoa, 1958) es un político y terrorista español. Exedil de Herri Batasuna (HB), fue condenado por su complicidad en el asesinato el 13 de julio de 1997 del concejal del PP de Ermua Miguel Ángel Blanco.

## Biografía
Ibon Muñoa regentaba una tienda de repuestos de automóvil, Recambios Automóviles Muñoa S.L. y conocía al joven concejal de Ermua Miguel Ángel Blanco, que sería secuestrado y asesinado por ETA. Blanco trabajaba en la asesoría Eman Consulting, que también asesoraba a Recambios Muñoa.
Ibon Muñoa fue detenido el 11 de octubre de 2000. Juzgado por la Audiencia Nacional en 2003, fue condenado a 33 años de prisión como cómplice del secuestro y asesinato de Miguel Ángel Blanco. La sentencia consideró probado que Muñoa alojó en su casa y ofreció su vehículo a los autores materiales del crimen, Irantzu Gallastegi, Francisco Javier García Gaztelu y José Luis Geresta.

## Detención
Ibon Muñoa fue arrestado por agentes del Cuerpo Nacional de Policía el 11 de octubre de 2000. Su detención se produjo a raíz de la investigación por el robo de una troqueladora en Irún, en noviembre de 1999. Los detenidos facilitaron el nombre de un colaborador de ETA, Ibon Muñoa, que en los años anteriores había proporcionado apoyo logístico al Comando Donosti. En efecto, Muñoa declaró que se había entrevistado con «Txapote» en Anglet (Francia). De acuerdo con su declaración, la localidad de Anglet fue peinada con ayuda de la policía francesa hasta localizar, el 22 de febrero de 2001, al terrorista Francisco Javier García Gaztelu, alias «Txapote». La detención tuvo lugar a primera hora de la tarde en el barrio de Sables d'Or de dicho municipio, cuando comía en la terraza del restaurante Havana Cafe.
Muñoa fue acusado de colaborar con la banda terrorista ETA. Tras pasar por varios penales, en 2003 fue enviado a la prisión de Córdoba poco después de tener sentencia firme, donde ha permanecido la mayoría del tiempo en el módulo de aislamiento. En la prisión de Córdoba ha compartido celda con otros muchos dirigentes etarras: Iñaki Alonso Rubio, Oskar Calabozo Casado, Iñaki Cañas Cartón, Javier Gallaga Ruiz, Xabier Pérez Aldunate, Igor Portu Juanena, Jon Kepa Preciado Izarra, Jon Igor Solana Matarran, Gorka Vidal Álvaro, Xabin Usandizaga Galarraga y Eider Pérez Aristizabal.

## Puesta en libertad
Tras pasar 20 años en prisión, fue puesto en libertad el domingo 11 de octubre de 2020. A su salida del centro penitenciario Córdoba donde se encontraba cumpliendo condena le esperaban simpatizantes y allegados que portaban ikurriñas y proferían consignas a favor de los presos de ETA. Fue recibido con honores a su llegada al País Vasco.

## Obras
Muñoa estudió Periodismo en prisión y ha escrito una obra:
- ‘Gure Ama-Lur feminista da’.